# Forte Roncia
Il forte Roncia (Fort de Ronce in francese) è uno dei forti del primo sbarramento del Moncenisio. Sito su un pianoro del monte Lamet, a pochi metri dal torrente Roncia, da cui il nome, domina da settentrione il piano del Lago del Moncenisio con armamenti rivolti verso il Colle del Moncenisio, il Colle del Piccolo Moncenisio e le loro adiacenze. Era servito dalla strada militare Forte Roncia, che si dipartiva dalla strada statale 25 del Moncenisio in corrispondenza dell'albergo della Posta al pianoro del Moncenisio.

## Pianta

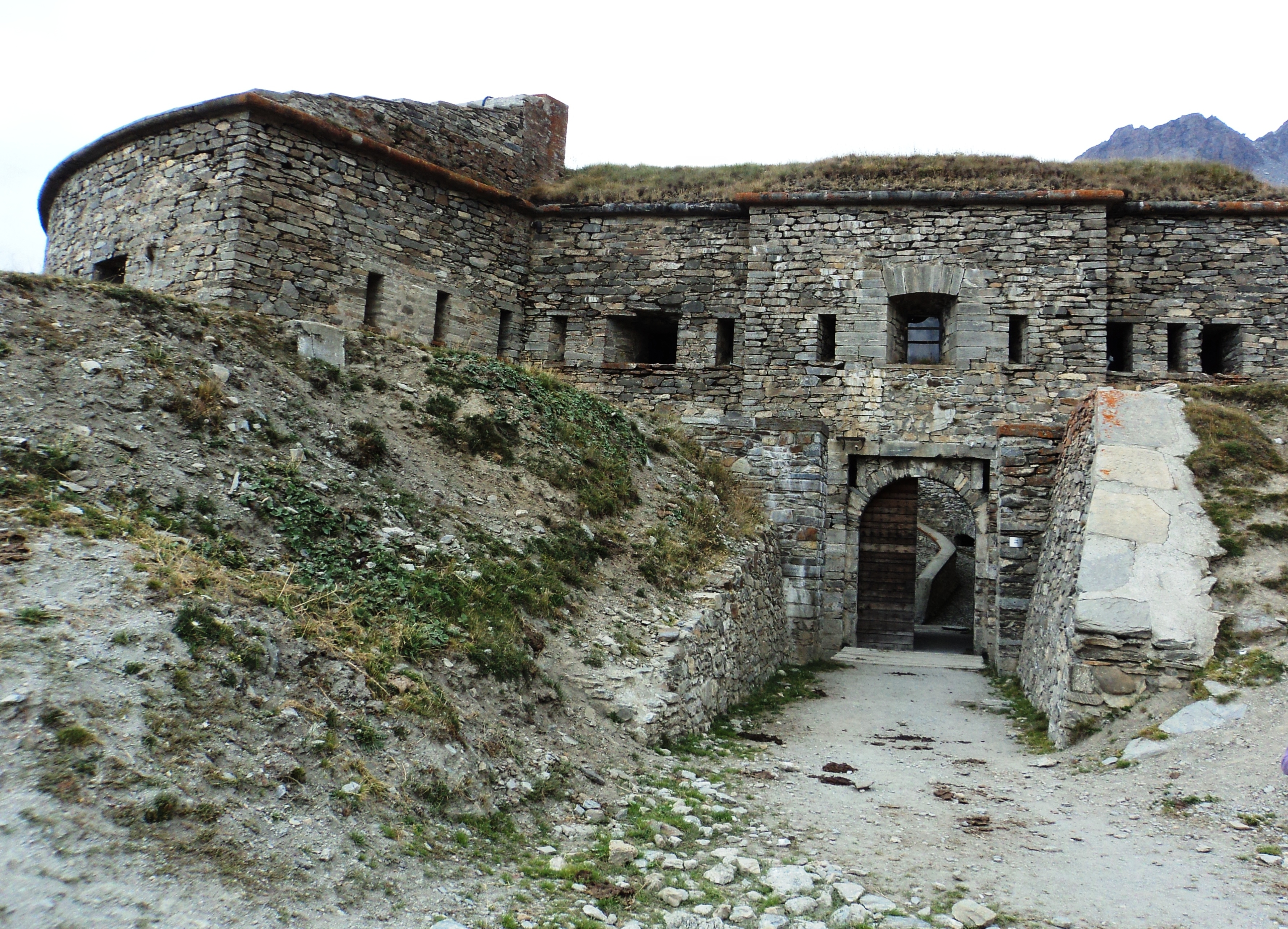
Ingresso al forte.

Il forte, il più piccolo di quelli costruiti al valico del Moncenisio, venne costruito tra il 1877 ed il 1880 su un pianoro del monte Lamet ed era a pianta circolare e con le stesse dotazioni tecniche dei vicini Forte Varisello e Forte Cassa. Era dotato di due ordini di fuoco di cui quello inferiore era destinato ai fucilieri mentre quello superiore era completamente casamattato.
L'armamento originario era composto da 6 cannoni 9 AR Ret, sostituito nel 1894 da completamente circondato da 3 cannoni 15 ARC Ret e 3 cannoni 12 GRC Ret rivolti verso il Colle del Piccolo Moncenisio e le sue adiacenze. Il forte possedeva anche 2 mitragliatrici Gardner M1886 ubicate nelle casematte ad esse destinate e sistemate dopo opportune modifiche alle feritorie.
L'opera è interamente circondato da un terrapieno oltre il quale vi è un fossato; per accedere al forte ci si avvale di un intaglio nel terrapieno e di un ponte levatoio che, oltrepassando il fossato, consente l'accesso all'ingresso principale che era affiancato da una cannoniera e da postazioni per mitragliatrici da difesa. Oltre l'atrio si accede al cortile interno circolare attorno a cui si sviluppa la costruzione: al pian terreno erano siti i locali di alloggio per le truppe, i magazzini e le cucine. Al piano superiore, raggiungibile per mezzo di una rampa carrettabile nel cortile interno, erano poste le casematte dei cannoni.
Il forte venne disarmato nel 1915 per portare i suoi armamenti al Fronte orientale e non venne più utilizzato come forte da difesa; venne successivamente riattivato nel 1937 come caserma per ospitare i 180 uomini a servizio dei presidi delle opere strategiche della zona. Di conseguenza le casematte del piano superiore vennero adattate a camerate, senza tuttavia stravolgerne la loro originaria struttura.
Le cannoniere erano gradinate in conci di pietra ed intercalate alle feritoie del fronte ravvicinato che doveva venir utilizzato per la difesa da vicino del forte. Le funzioni militari del forte Roncia durante la costituzione del Vallo alpino occidentale vennero assunte dalla vicina Batteria B4, completamente in caverna e di concezione più moderna rispetto al forte ottocentesco.

## Il forte oggi

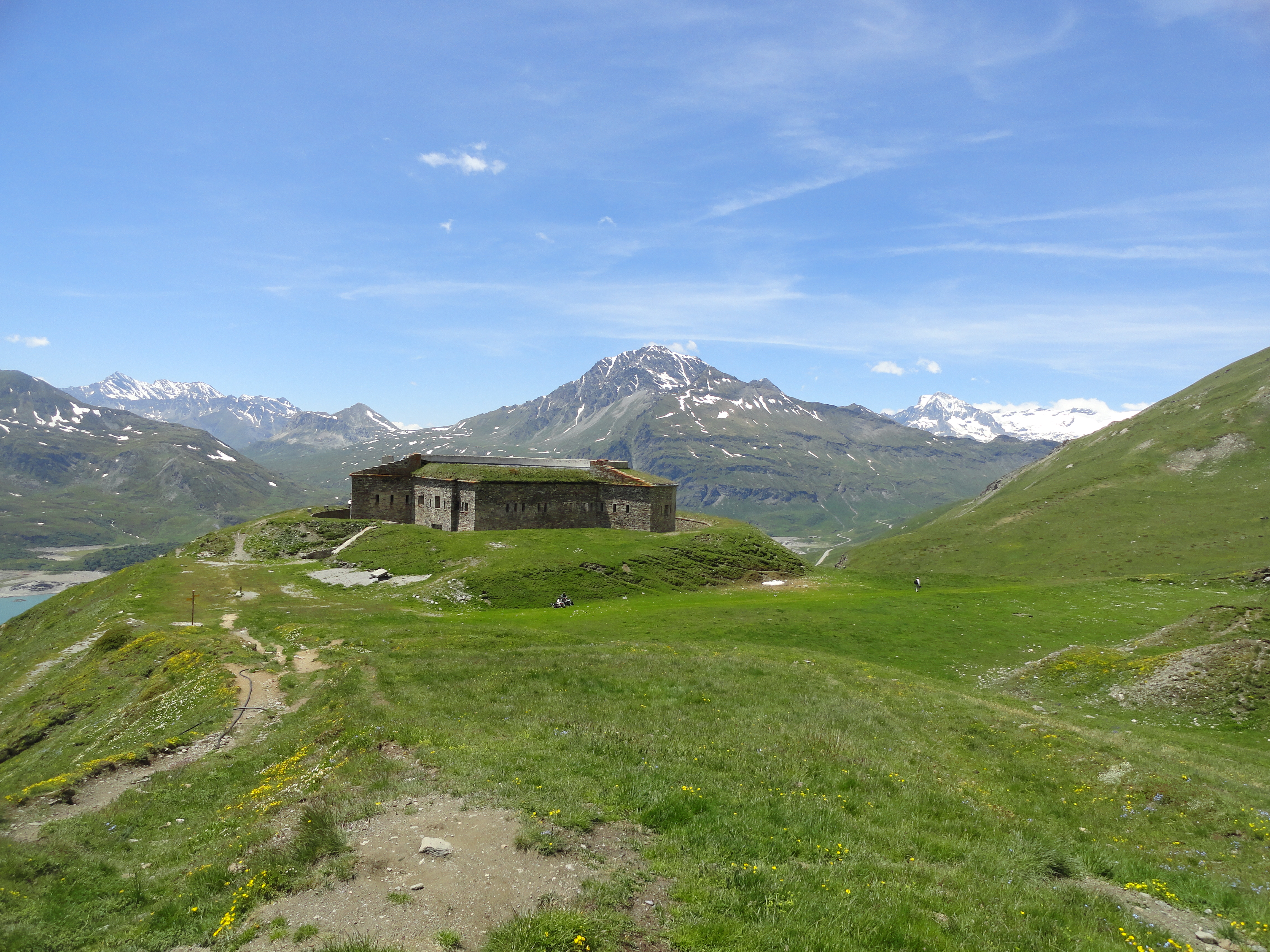
La fortificazione vista da nord-est nel giugno del 2015

In seguito alla sconfitta dell'Italia nella seconda guerra mondiale ed alle condizioni del Trattato di Parigi, la zona del pianoro del Moncenisio venne ceduta alla Francia e, di conseguenza, anche il forte. Attualmente la costruzione è in buone condizioni di conservazione, anche grazie ai lavori di restauro effettuati nei primi anni del XIX secolo ed è perfettamente visitabile al suo interno. Sono anche stati collocati dei pannelli illustrativi della zona, delle battaglie al Moncenisio e delle zone adiacenti.

## Accesso
Dal Piano delle Fontanette al fianco del lago, il forte è raggiungibile 30 minuti di cammino.